# Wieża ciśnień w Bydgoszczy
Wieża ciśnień w Bydgoszczy – zabytkowa wieża ciśnień należąca do kompleksu Wodociągów Miejskich w Bydgoszczy.

## Położenie
Wieża ciśnień znajduje się w parku Henryka Dąbrowskiego, na krawędzi Zbocza Bydgoskiego.

## Historia
W 1881 r. przystąpiono w Bydgoszczy do prac nad budową nowej sieci wodociągowej i kanalizacyjnej, której najistotniejszym elementem, umożliwiającym utrzymanie właściwego ciśnienia, była wieża ciśnień. Właściwe prace budowlane przeprowadzono w latach 1898–1899.
W 1900 r. na całość wodociągów składało się 20 studni głębinowych w Lesie Gdańskim, z których woda tłoczona była systemem pomp o napędzie gazowym do sieci oraz wieży ciśnień. Znajdował się w niej zbiornik wodny o pojemności 1260 m³ służący do gromadzenia wody w okresie minimalnego poboru, jak również uzupełniający braki w sieci w godzinach szczytu poboru wody.
Wieża została wzniesiona w latach 1899–1900 według projektu Franza Marschalla. Prace budowlane prowadziła firma „ Wilhelm Rothe und Cie”.
Budowla wzniesiona w atrakcyjnym miejscu, w parku Henryka Dąbrowskiego, na skraju zbocza, ponad Starym Miastem, pełniła również funkcję miejskiego punktu widokowego. Na stożkowym dachu wykonano galerię widokową, na którą można było wejść za opłatą 10 pfenigów, a za czasów polskich 10 groszy.
W okresie powojennym obok wieży wybudowano przepompownię, która umożliwiała dostarczenie wody na górny taras miasta (osiedla Błonie, Szwederowo, Wzgórze Wolności, Wyżyny, Kapuściska). W tym czasie zaniechano udostępniania wieży jako punktu widokowego, a wyłączono z eksploatacji ostatecznie w 1990 r..
W 1991 r. obiekt zaadaptowało na swoją siedzibę Stowarzyszenie Artystyczne „Wieża Ciśnień” zrzeszające artystów, historyków sztuki, krytyków i inne osoby związane z miejskim życiem kulturalnym. Wieża stała się miejscem spotkań twórców i publiczności oraz dyskusji nad granicami sztuki. Urządzono w niej także m.in. galerię sztuki.
Obecnie wieża należy do spółki „Miejskie Wodociągi i Kanalizacja” w Bydgoszczy. Przedsiębiorstwo wyremontowało i zaadaptowało wieżę na muzeum historii bydgoskich wodociągów. Zabytek stał się jednym z kilku punktów nowej ścieżki edukacyjnej prowadzącej od stacji pomp w Lesie Gdańskim. W wieży ciśnień zobaczyć można m.in. drewniane rury wodociągowe, żetony na wodę, elementy wyposażenia dawnych łazienek i toalet, archiwalne zdjęcia i dokumenty. Do dyspozycji zwiedzających są również multimedialne infokioski, z cyfrowo zapisanymi informacjami o wodzie i wodociągach. Cały obiekt jest efektownie iluminowany. Jeden z poziomów wieży przeznaczony został na wystawy.
Galeria obserwacyjna położona na szczycie wieży znajduje się około 60 m wyżej od Starego Miasta. Otwarcie muzeum nastąpiło 30 października 2012.

## Architektura
Wieża posiada cechy neogotyckie. Jest wzniesiona na planie koła, z nieznacznym ryzalitem, w którym od północy umieszczono wejście. Bryła przykryta jest dachem stożkowym z latarnią. Dolna kondygnacja uskokowo przechodzi w nadwieszony bęben części zbiornikowej, zdobiony dołem i górą ażurowym fryzem oraz zwieńczony pseudokrenelażem. Elewacje oddzielone są ceglanymi fryzami, oraz tynkowanymi blendami i płycinami. Specyficzną cechą bydgoskiej wieży jest to, iż w odróżnieniu od większości budowli tego typu jej część podzbiornikowa jest węższa od średnicy części zbiornikowej.
Wewnątrz zachowała się część wystroju: ściany z drewnianą boazerią, a w oknach kolorowe witraże.

## Inne wieże
Budowla jest najokazalszą, lecz nie jedyną wieżą ciśnień w Bydgoszczy. Pozostałe obiekty na terenie miasta to:
1. pierwsza kolejowa wieża ciśnień przy stacji Bydgoszcz Główna – starsza wieża, która obsługiwała stację i ruch kolejowy w jej początkowym stadium rozwoju;
2. druga kolejowa wieża ciśnień przy stacji Bydgoszcz Główna – prawdopodobnie pochodzi z okresu II wojny światowej;
3. kolejowa wieża ciśnień przy stacji Bydgoszcz Wschód Towarowa;
4. wodociągowa wieża ciśnień na terenie Łęgnowa – obecnej dzielnicy Bydgoszczy, prawdopodobnie pochodzi z okresu II wojny światowej.

## Galeria

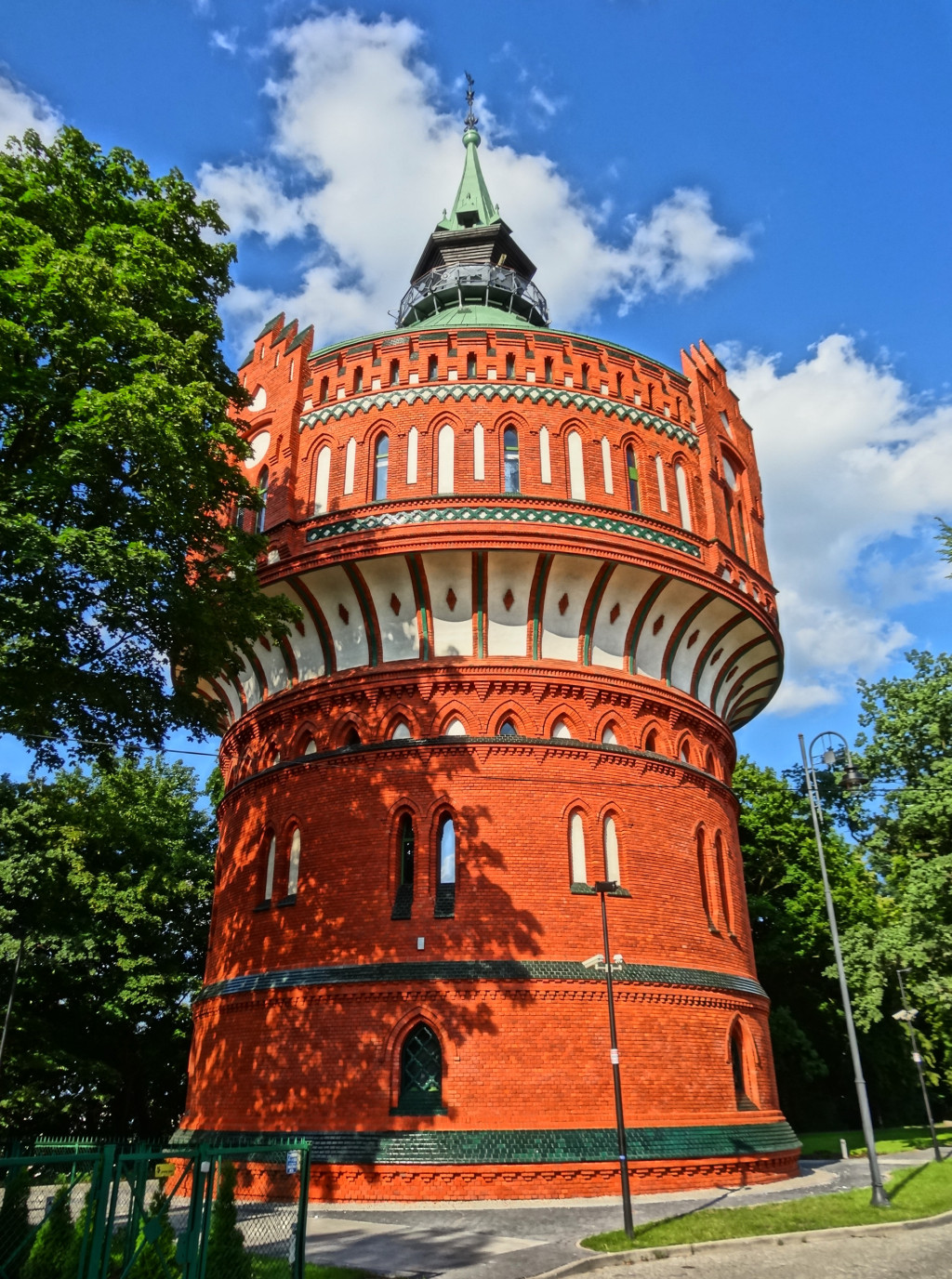
W 2013 roku
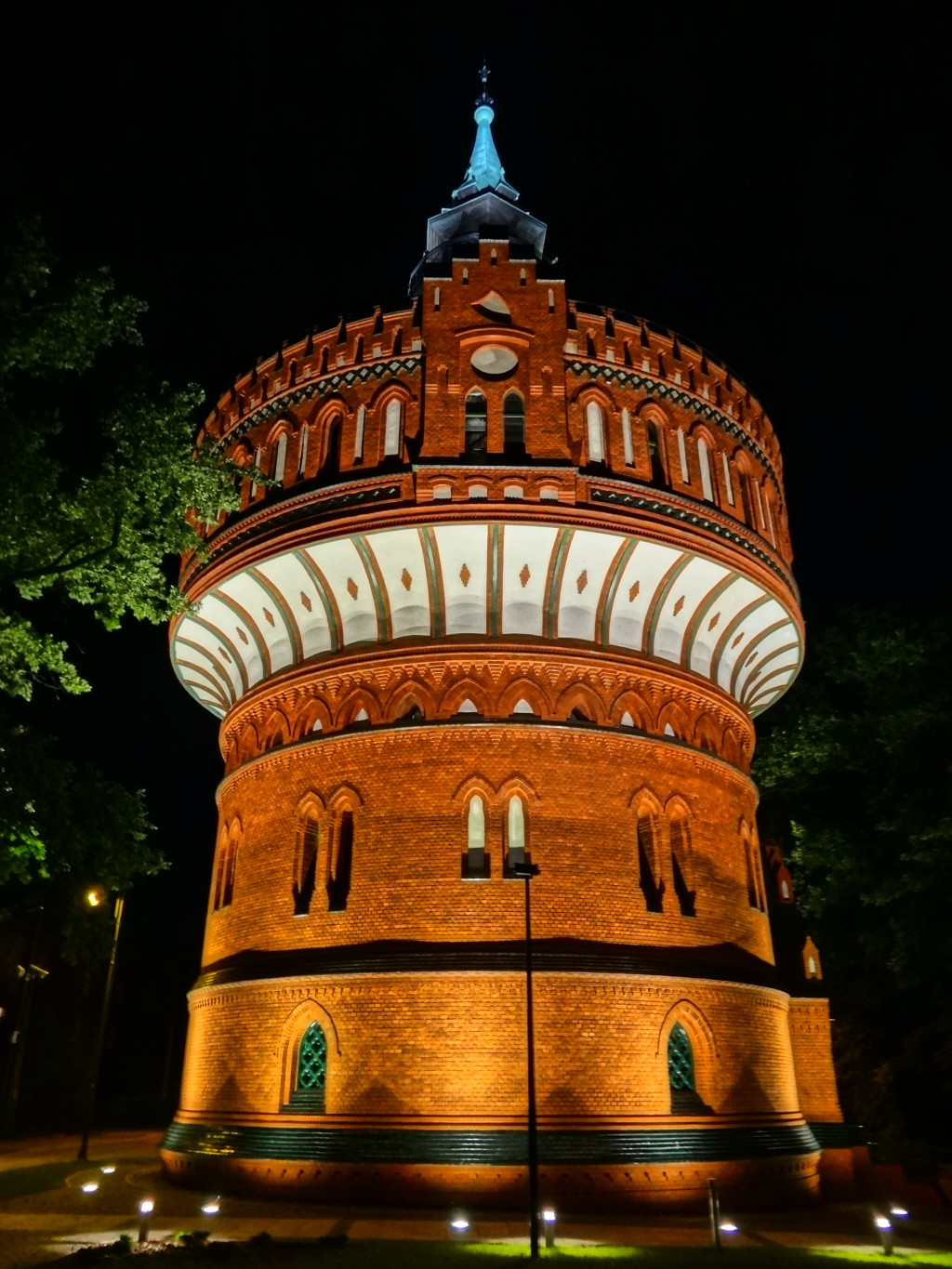
Nocą
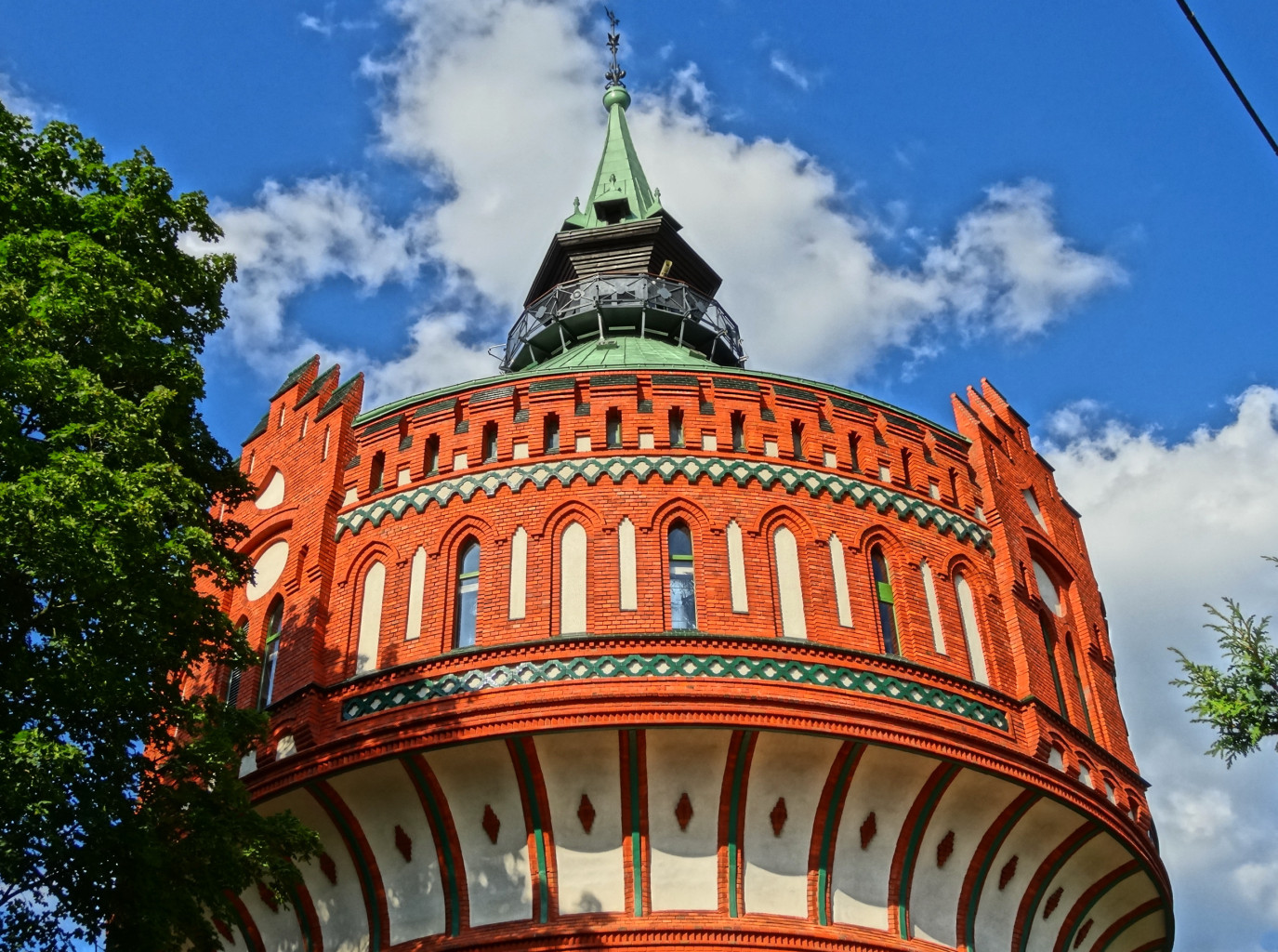
Fryzy i zdobienia
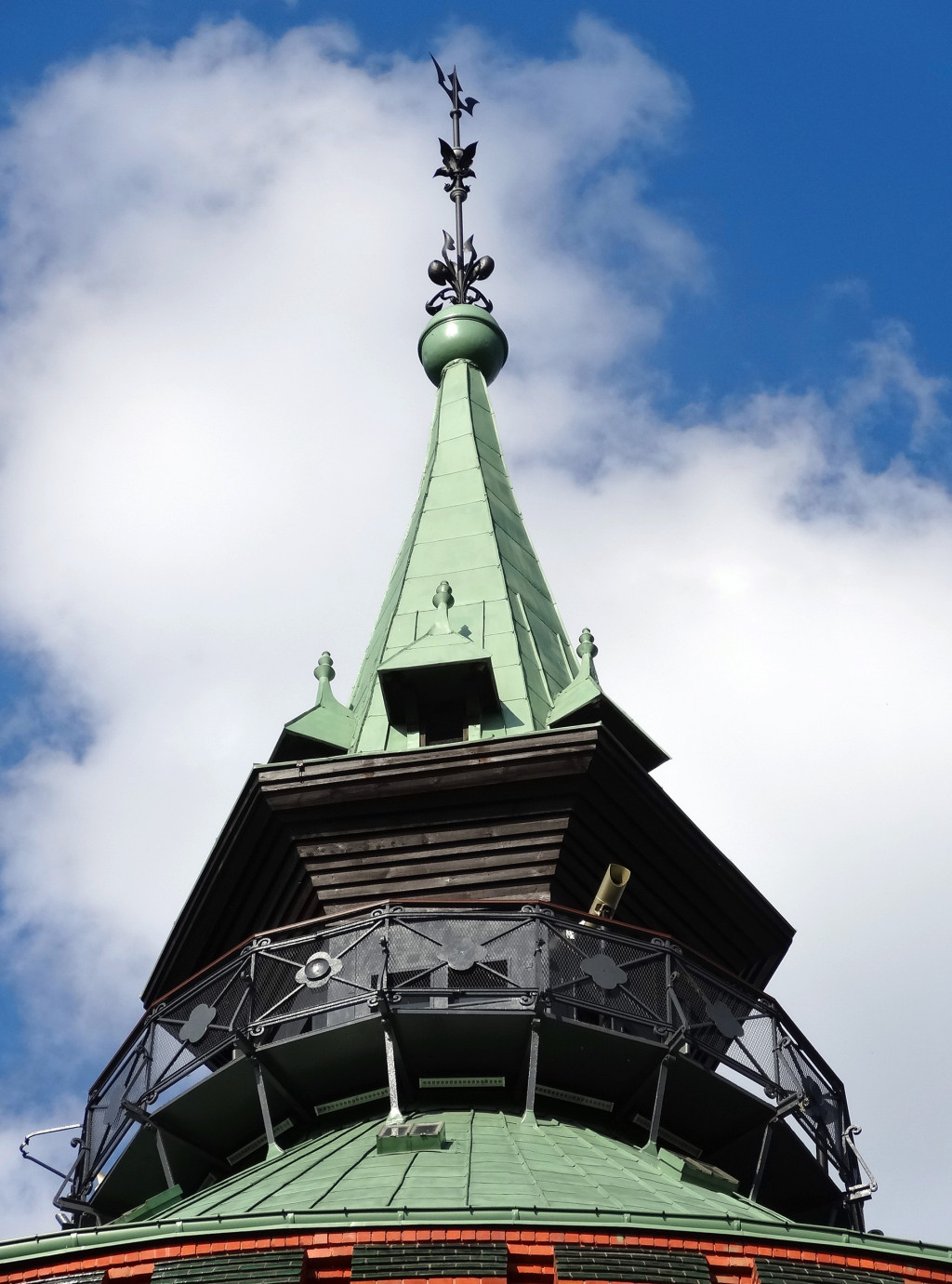
Galeria widokowa
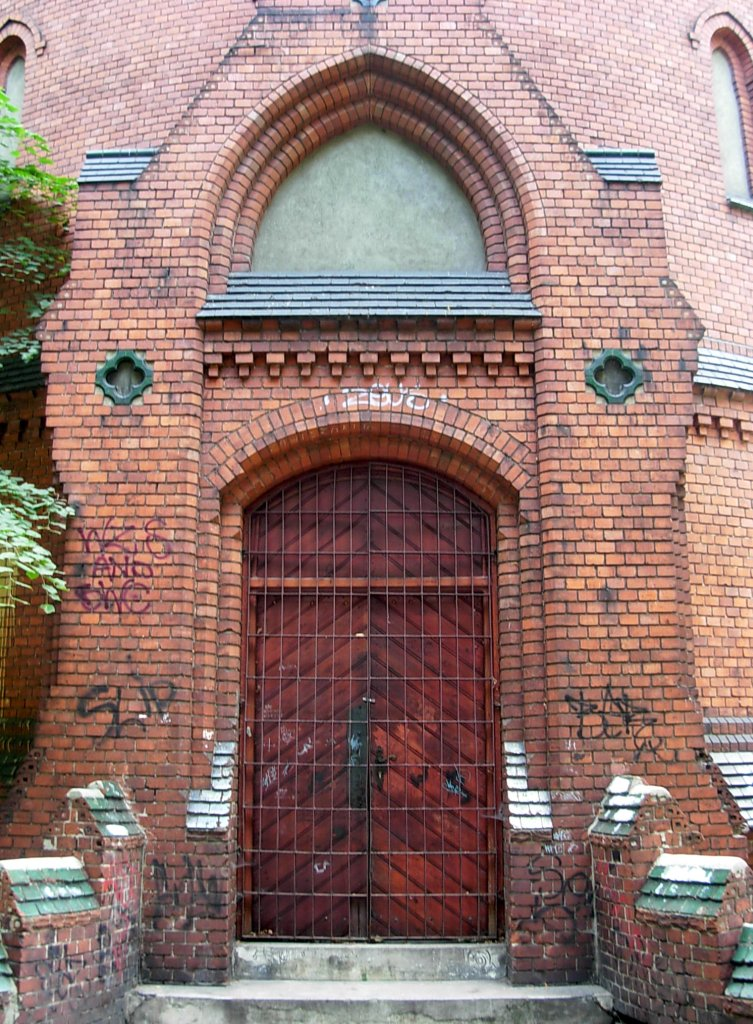
Portal
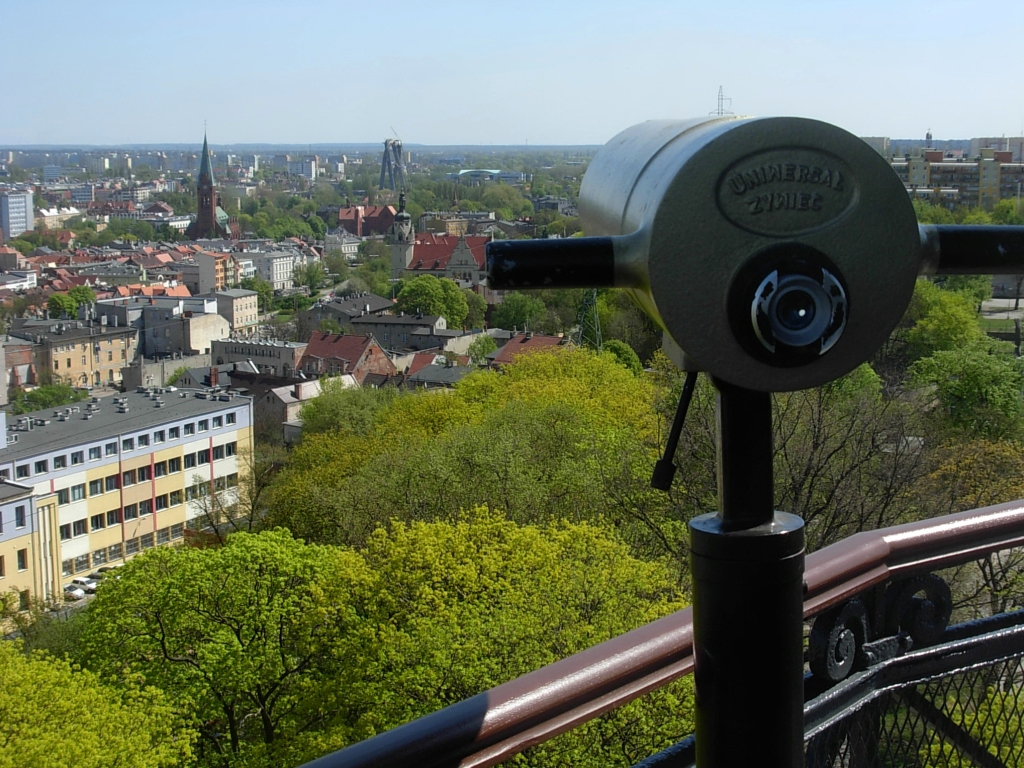
Na galerii widokowej
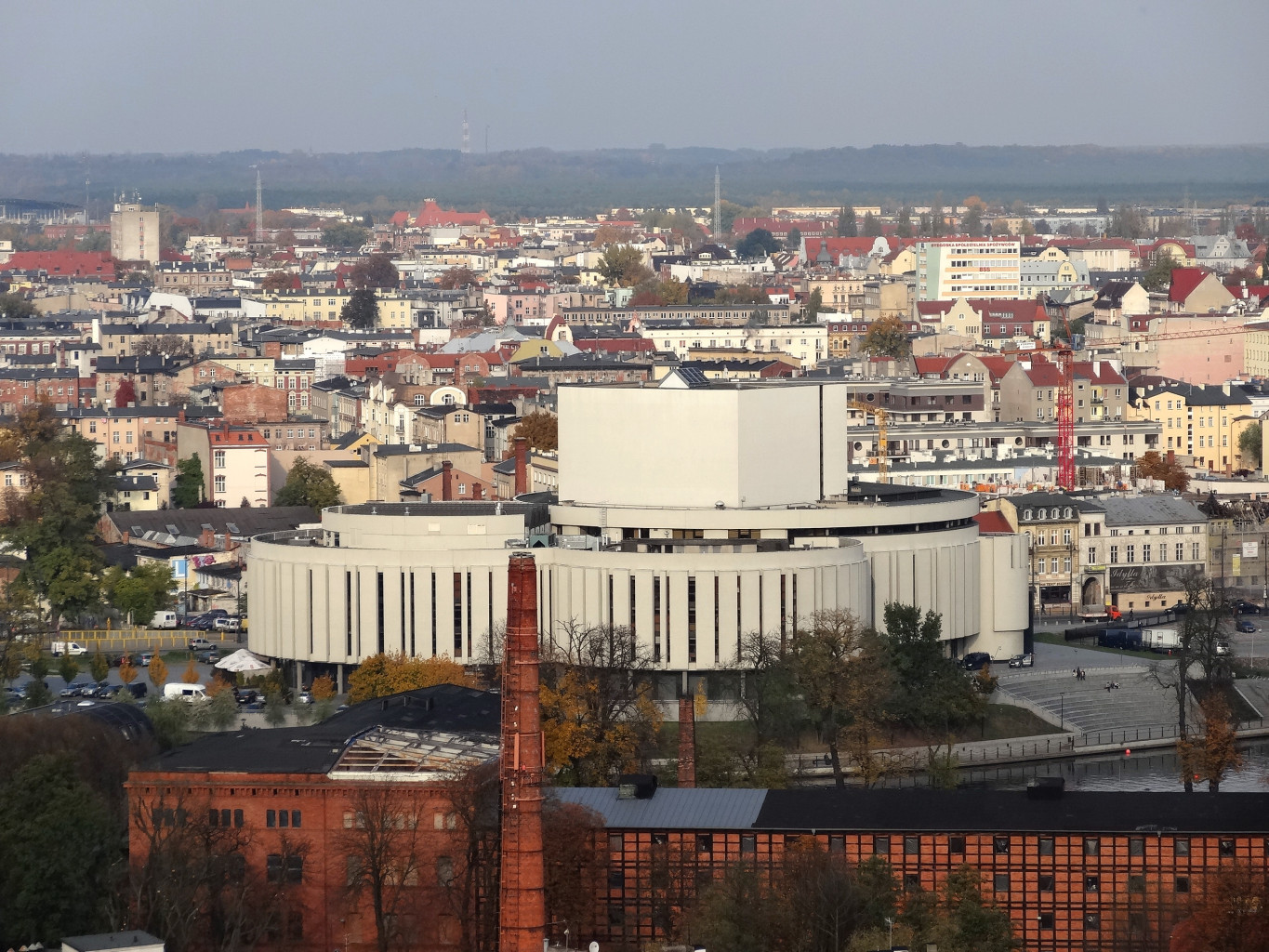
Widok z galerii
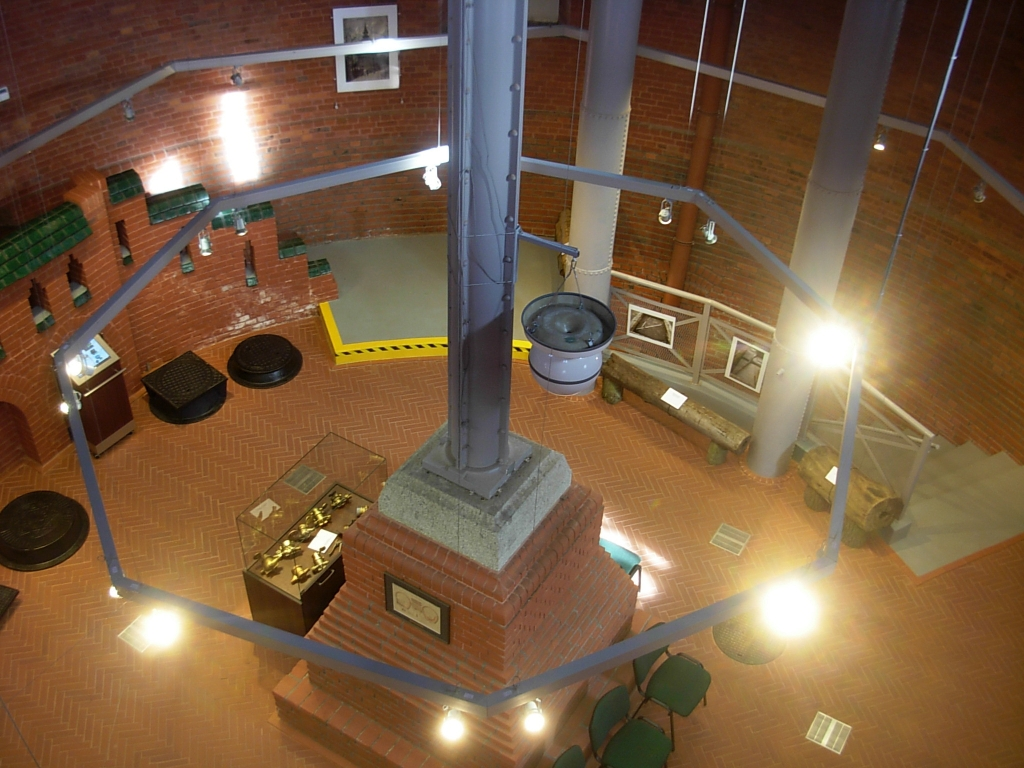
Wnętrze – Muzeum Wodociągów i Kanalizacji